# 대한민국 형법 제117조
대한민국 형법 제117조는 전시공수계약불이행에 관한 형법 각칙의 조문이다.

## 조문
제117조 【전시공수계약불이행】
① 전쟁, 천재 기타 사변에 있어서 국가 또는 공공단체와 체결한 식량 기타 생활필수품의 공급계약을 정당한 이유 없이 이행하지 아니한 자는
　 3년 이하의 징역 또는 500만원 이하의 벌금에 처한다.
② 전항의 계약이행을 방해한 자도 전항의 형과 같다.
③ 전 2항의 경우에는 그 소정의 벌금을 병과할 수 있다.

- 본 죄는 미수 행위에 대하여 처벌하지 않는다.

## 같이 보기
- 형법 제103조 : 전시군수계약불이행죄